# Bernhard Fell
Bernhard Fell (* 29. August 1929 in Aachen; † 6. März 2021 in Prerow) war ein deutscher Chemiker und emeritierter Professor für Technische Chemie der RWTH Aachen.

## Leben
Fell, der im Arbeitskreis von Friedrich Asinger habilitierte, war ab Juni 1968 Privatdozent am Lehrstuhl für Technische Chemie und Petrolchemie und ab 1970 Wissenschaftlicher Rat und Professor. Im Jahr 1987 wurde er Universitätsprofessor und im September 1993 emeritiert.
Der Schwerpunkt seiner Forschungsarbeit lag auf dem Gebiet der Hydroformylierung, wo er den Einfluss verschiedener Liganden, den Einfluss von Kohlenstoffmonoxid- und Wasserstoffpartialdrücken und anderer Parameter auf die Isomerenverteilung bei der Hydroformylierung untersuchte. Er entwickelte für diese Reaktion das Konzept der Thermoregulierten Phasentransferkatalyse.

## Veröffentlichungen (Auswahl)
- Bernhard Fell, Hans-Ulrich Hög, Georg Feichtmeier: Cyclocarbonylierungsreaktionen mit Alkinen und Olefinen, Forschungsberichte des Landes Nordrhein-Westfalen, Nr. 3105, 106 Seiten, ISBN 3-531-03105-8